# اعتراضات تیر ۱۳۹۹ ایران
تجمع اعتراضی تیر ۱۳۹۹ بهبهان و شیراز اشاره به تجمعی اعتراضی است که در ۲۶ تیر ۱۳۹۹ در شهرهای بهبهان، شیراز و بخش‌هایی از استان خراسان رضوی در حمایت از سه جوان محکوم به اعدام از دستگیرشدگان اعتراضات آبان ۱۳۹۸ صورت گرفت.

## پیش‌زمینه
در روزهای گذشته با انتشار گزارش‌هایی دربارهٔ مذاکرات مربوط به برنامه ۲۵ ساله همکاری‌های مشترک ایران و چین و همین‌طور ابلاغ حکم اعدام برای سه جوان از معترضان آبان ۱۳۹۸ منتشر شد که به اعتراضاتی در شبکه‌های اجتماعی انجامید. همچنین در هفته‌های گذشته تشدید وخامت شرایط اقتصادی و گرانی باعث ایجاد نارضایتی‌هایی در ایران شده‌است. در اطلاعیه سپاه پاسداران در خراسان رضوی به تلاش برای برهم زدن نظم عمومی از طریق «فضای مجازی» اشاره شده‌است اما فرمانده پلیس بهبهان این اعتراضات را در «اعتراض به وضعیت اقتصادی» می‌داند که «شعارهای هنجارشکنانه» می‌دادند.

## رویدادها

### روش اعتراضات
در تصاویری که در شبکه‌های اجتماعی انتشار یافت نشان می‌داد که در شامگاه پنجشنبه ۲۶ تیر در بهبهان تجمع اعتراضی شکل گرفته‌است و براساس گزارش رویترز و به نقل از شاهدان عینی مأموران امنیتی در این تجمع با مردم درگیر شده‌اند، به سوی مردم گاز اشک‌آور شلیک کرده‌اند و گزارش‌هایی از شنیده شدن صدای تیراندازی حکایت دارد.

### اختلال در اینترنت استان خوزستان
همزمان با برگزاری تجمع اعتراضی در بهبهان و همرسان شدن خبرها در شبکه‌های اجتماعی دسترسی به اینترنت در استان خوزستان با اختلال روبرو شد همچنین نت‌بلاکس در گزارشی از اختلال شدید اینترنت در پنجشنبه از ساعت ۱۰ شب در خوزستان خبر داد.

#### دستگیری
در ایران طرح فوری اتهامات گسترده و غیرمستند علیه شهروندان معترض همواره در دستورکار نهادهای نظامی و امنیتی قرار دارد. خبرگزاری تسنیم وابسته به سپاه پاسداران از دستگیری به گفته او «عناصر کلیدی گروه‌های معاند» در استان خراسان رضوی خبرداد که «مردم را ترغیب به شرکت در اعتراضات می‌کردند» فرزانه انصاری‌فر خواهر فرزاد انصاری‌فر از جان‌باختگان اعتراضات آبان ۱۳۹۸ نیز در میان بازداشت‌شدگان بوده‌است و از تعداد سایر بازداشت‌شدگان اطلاعاتی در دسترس نیست. همچنین روز گذشته با انتشار فراخوانی برای تجمع در شیراز سازمان اطلاعات سپاه استان فارس اعلام کرد که چند نفر را در شیراز دستگیر کرده‌است. روز دوشنبه ۳۰ تیر رسانه‌های جمهوری اسلامی خبر از موج جدید دستگیری‌ها در بهبهان و خراسان رضوی دادند.

## شعار
- «توپ تانک فشفشه، آخوند باید گم بشه»[۶]
- «حکومت آخوندی، نمی‌خوایم، نمی‌خوایم»[۱۲]
- «بسیجی حیا کن، مملکت را رها کن»[۱۲]
- «نه غزه نه لبنان جانم فدای ایران»[۶]
- «نترسید نترسید ما همه با هم هستیم»[۱۲]
- «ایرانی می‌میرد ذلت نمی‌پذیرد»[۶]

## فهرست منابع
1. 1 2 3 4 5  «هشدار فرمانده پلیس بهبهان به معترضان؛ بازداشت در شیراز و خراسان». رادیو فردا. ۲۷ تیر ۱۳۹۹. بایگانی‌شده از اصلی در ۱۷ ژوئیه ۲۰۲۰. دریافت‌شده در ۱۷ ژوئیه ۲۰۲۰.
2. 1 2 3  «برپایی تجمع اعتراضی در بهبهان به رغم جو شدید امنیتی». بی‌بی‌سی فارسی. ۲۶ تیر ۱۳۹۹. بایگانی‌شده از اصلی در ۹ ژانویه ۲۰۲۱. دریافت‌شده در ۱۶ ژوئیه ۲۰۲۰.
3. ↑  «اعتراضات مردمی در نیمه‌شب «بهبهان»». ایندپندنت فارسی. ۲۶ تیر ۱۳۹۹. بایگانی‌شده از اصلی در ۲۳ مه ۲۰۲۱. دریافت‌شده در ۱۶ ژوئیه ۲۰۲۰.
4. ↑  "Iranians Rally In Support Of Protesters Sentenced To Death". Radio Free Europe/Radio Liberty (به انگلیسی). ۱۶ ژوئیه ۲۰۲۰. Archived from the original on 19 April 2021. Retrieved 16 July 2020.
5. ↑  "Iran security forces fire tear gas to disperse Behbahan protesters". AL ARABIYA (به انگلیسی). ۱۷ ژوئیه ۲۰۲۰. Archived from the original on 17 January 2021. Retrieved 16 July 2020.
6. 1 2 3 4  «تجمع در بهبهان؛ «شلیک گاز اشک آور به سوی معترضان»». رادیو فردا. ۲۶ تیر ۱۳۹۹. بایگانی‌شده از اصلی در ۱۷ ژوئیه ۲۰۲۰. دریافت‌شده در ۱۶ ژوئیه ۲۰۲۰.
7. ↑  «تظاهرات در بهبهان و جو امنیتی در چند شهر دیگر؛ اینترنت خوزستان مختل شد». یورونیوز فارسی. ۲۶ تیر ۱۳۹۹. بایگانی‌شده از اصلی در ۱۶ ژوئیه ۲۰۲۰. دریافت‌شده در ۱۶ ژوئیه ۲۰۲۰.
8. ↑  "Iran Security Forces Fire Tear Gas to Disperse Protesters". NY TIMES (به انگلیسی). July 16, 2020. Archived from the original on 16 July 2020. Retrieved 16 July 2020.
9. ↑  Parisa Hafezi (۱۶ ژوئیه ۲۰۲۰). "Iran security forces fire tear gas to disperse protesters". reuters (به انگلیسی). Archived from the original on 16 July 2020. Retrieved 16 July 2020.
10. ↑  «اعتراضات در بهبهان؛ فرزانه انصاری فر بازداشت شد». خبرگزاری هرانا. ۲۷ تیر ۱۳۹۹. بایگانی‌شده از اصلی در ۱۷ ژوئیه ۲۰۲۰. دریافت‌شده در ۱۶ ژوئیه ۲۰۲۰.
11. ↑  «موج جدید دستگیری‌ها در ارتباط با تظاهرات مردم بهبهان». بایگانی‌شده از اصلی در ۳ اکتبر ۲۰۲۰. دریافت‌شده در ۲۳ مه ۲۰۲۱.
12. 1 2 3  «تجمع اعتراضی در بهبهان؛ استقرار یگان ویژه در تبریز، شیراز، مشهد و تهران». ایران‌اینترنشنال. ۲۷ تیر ۱۳۹۹. بایگانی‌شده از اصلی در ۱۶ ژوئیه ۲۰۲۰. دریافت‌شده در ۱۶ ژوئیه ۲۰۲۰.